# فیلیپ میلر

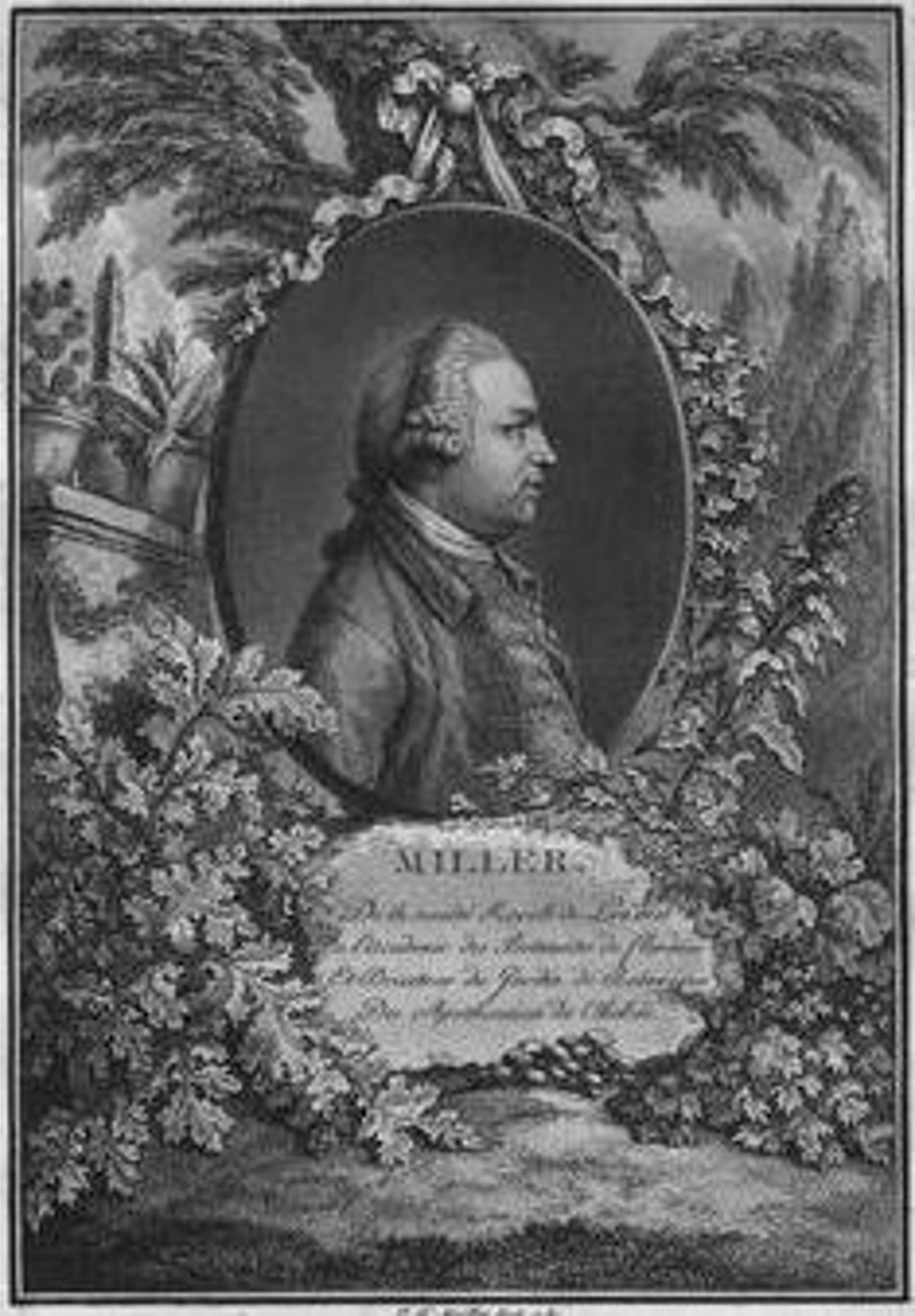
پرتره مشهور فیلیپ میلر از ترجمه فرانسوی «دیکشنری باغبانان» ۱۷۸۷

فیلیپ میلر (به انگلیسی: Philip Miller)، (زاده ۱۶۹۱ - درگذشته۱۸ دسامبر۱۷۷۱) گیاه‌شناس انگلیسی، با تبار اسکاتلندی بود.
او در دپتفورد یا گرینویچ به دنیا آمد. میلر از سال ۱۷۲۲ تا کمی قبل از مرگش که برای بازنشستگی تحت فشار قرار گرفت، باغبان اصلی باغ پزشکی چلسی بود. براساس گفته پیتر کاینسون گیاه‌شناس که در سال ۱۷۶۴ از باغ پزشکی چلسی دیدن کرد و مشاهداتش را در کتابش ثبت کرده‌است، میلر «شهرت باغ چلسی را چنان بالا برد که باغ از نظر داشتن انواع گوناگون گیاهان از همه دسته‌ها و طبقه‌ها و همه نوع آب و هوا بر تمام باغهای اروپا برتری یافت.» او کتاب دیکشنری باغبانان و گل‌فروشان یا یک سیستم کامل از باغبانی علمی را نوشت (۱۷۲۴) و دیکشنری باغبان شامل روش‌های کاشت و بهبود میوه آشپزخانه و باغ گل، که اولین بار در ۱۷۳۱
در قطع چشمگیری منتشر شده و در زمان زندگی‌اش تا چاپ هشتم هم رسیده و توسط یاب باستر به زبان هلندی هم ترجمه شد.
میلر با دیگر گیاه‌شناسان مکاتبه داشت، و گیاهانی را از تمام بخش‌های دنیا به‌دست آورد. بیشتر آن‌ها را او برای اولین بار در انگلستان کاشت و به عنوان معرفی کنندهٔ آن‌ها شناخته می‌شود. دانش او در مورد گیاهان زنده، که به خاطر آن به عنوان عضو انجمن سلطنتی انتخاب شد، از نظر وسعت در زمان حیات او بی‌نظیر بود. میلر ویلیام آیتن را که بعدها سرباغبان باغ کیوشد و همین‌طور ویلیام فورسایت را که (فورسایتیا) یاس زرد به افتخار او نامگذاری شده‌است تربیت کرد. دوک بدفورد برای نظارت بر هرس درختان میوه صومعه ووبورن با او قرارداد بست. کار میلر همچنین مواظبت از مجموعهٔ ارزشمند دوک از درختان آمریکایی بود، به ویژه درختان همیشه سبز، که از دانه‌هایی رشد کرده بودند که با پیشنهاد میلر در بشکه‌هایی از پنسیلوانیا، مکان جمع‌آوری شدهٔ آن‌ها توسط جان بارترام، فرستاده شده بودند. از طریق کنسرسیومی با شرکت ۶۰ نفر از مشترکان، محتوی جعبه‌های بارترام درختهای آمریکایی مثل نراد و کاج را به باغهای انگلیسی معرفی کرد.
میلر ابتدا تمایلی به استفاده از روش نامگذاری کارل لینه نداشت و روش نامگذاری جوزف پایتون د تورن‌فورت و جان ری را ترجیح می‌داد. با این‌حال، لینه کتاب دیکشنری باغبان میلر را تحسین کرده‌است. در واقع محافظه‌کار اسکاتلندی تعدادی از روشهای نامگذاری پیش از لینه را که توسط لینه دور انداخته شده بود و مورد استفاده گیاه‌شناسان جدید بود حفظ کرد. او فقط در دیکشنری باغبانان(۱۷۶۸) به‌طور کامل از روش لینه استفاده کرد، گرچه سردههایی مانند سیاه‌کاج ووانیل را قبلاً به‌طور صحیحی با سیستم لینه در جلد چهارم (۱۷۵۴)توصیف کرده بود.
در سال ۱۷۳۳ میلر اولین دانه‌های کتان که دارای رشته-طولانی بودند و خود او آن‌ها را پرورش داده بود به استان گرجستان استان جدید بریتانیا فرستاد.